# 腭音化
腭音化（英語：Palatalization）是一個語言學的名詞，指輔音在發音時變得接近硬腭音。通常發生於硬腭無擦通音/j/或者前元音如/i/、/e/的前面，這個現象會使輔音在發音時，除本身的發音動作外，舌根會頂著硬腭部分並發出一個類似短促的/j/。國際音標會在腭音化的輔音右上角加上“ʲ”來表示。

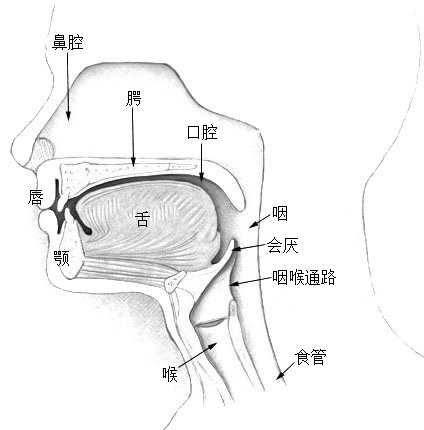
人类发声构造；此图显示“腭”与“颚”为不同部位。图中“颚”是指下颚（下颌），但图未标示“上颚”（上颌）。

## 各語言範例
腭化現像在很多語言都有出現。例如，中國清初的北方方言中[i]、[y]前的软腭音声母变为龈腭音（尖团音的概念出现）以及之后的尖团合流，就是一種腭音化。另外，在英語裡“question”和“nature”裡的“t”讀成/ʧ/，而“soldier”和“procedure”裡的“d”讀成/ʤ/音。這是因為這些 t 或 d 的後面跟從了/i/和/u/音，使前面的/t/和/d/發生了腭化現象。
腭音化在拉丁語族、斯拉夫語族、漢語、日語的發展佔有很重要的地位。這種現象在世上很多語言都有出現。